# 키키 카마레나
엔리케 "키키" 카마레나 살라사르(스페인어: Enrique "Kiki" Camarena Salazar, 1947년 7월 26일 ~ 1985년 2월 9일)는 미국 마약단속국 (DEA) 요원이었다. 1985년 2월, 카마레나를 멕시코 과달라하라에서 멕시코 정치인이 고용했던 마약 밀매자가 납치하였고 고문과 심문한 후에 살해했다. 이 사건으로 과달라하라 마약 카르텔의 두 지도자 세 명이 멕시코에서 카마레나 살해 혐의로 유죄 판결을 받았다. 카마레나의 살인에 대한 미국의 조사로 로스앤젤레스에서는 범죄에 연루된 다른 멕시코 국민에 대한 재판이 10회 더 열렸다. 이 사건은 당시 멕시코-미국 관계를 악화시켰고, 가장 최근에는 인신매매범 3명 중 한 명인 라파엘 카로 킨테로가 2013년 멕시코 교도소에서 석방되었다. 미국의 강력한 요청으로 카로 킨테로를 2022년 7월 멕시코군이 다시 체포하였다.
여러 출처에서 미국 중앙정보국 (CIA)도 카마레나의 죽음에 연관이 있다고 했다. 당시 CIA가 냉전 시대 마약 밀매에 개입하였으므로 관련성이 있다. 하지만 CIA는 이러한 주장을 전면 부인했다.

## 납치 이후
멕시코 마약 카르텔이 미국 연방기관 요원을 납치하고 살해하자 미국 정부는 각경책으로 멕시코 정부와 카르텔을 압박하였다. 멕시코 마약 카르텔은 미국 연방요원을 암살한 대가를 치뤄야 했고, 미국 개입으로 당시 키키 요원 암살과 관련 있던 카르텔은 붕괴했다.